# Xavier O'Callaghan
Xavier O'Callaghan, španski rokometaš, * 2. marec 1972, Barcelona.
Leta 2000 je na poletnih olimpijskih igrah v Sydneyju v sestavi španske reprezentance osvojil bronasto olimpijsko medaljo; čez štiri leta je osvojil 7. mesto.